# Hugh Sanders
Hugh Sanders (East Saint Louis, 13 marzo 1911 – Los Angeles, 9 gennaio 1966) è stato un attore statunitense.
Ha recitato in oltre 70 film dal 1949 al 1966 ed è apparso in oltre 130 produzioni televisive dal 1950 al 1963.

## Biografia
Sanders lavorò alla radio fino al 1949, quando si trasferì a Hollywood. Fu guest star in diverse serie, tra cui Il cavaliere solitario, La pattuglia della strada, Four Star Playhouse, Playhouse 90, Alfred Hitchcock presenta, Richard Diamond, I racconti del West, Bat Masterson, e The Asphalt Jungle. Fece anche cinque apparizioni nella serie poliziesca Perry Mason, tra cui due ruoli di vittime di omicidio: John Callender in The Case of the Fan Dancer's Horse (1957), e Ken Bascombe in The Case of the Bashful Burro (1960). Vanta otto apparizioni nella serie western Gli uomini della prateria, quattro in Bonanza, e quattro ne Il fuggiasco.
Tra i molti ruoli cinematografici di Sanders in qualità di caratterista, da ricordare quello del dottor Reynolds nel film Il buio oltre la siepe (1962).
Morì a Los Angeles il 9 gennaio 1966 e fu seppellito al Mountain View Cemetery and Mausoleum di Altadena, Los Angeles.

## Filmografia

### Cinema
- Chicago, bolgia infernale (Undertow), regia di William Castle (1949)
- The Great Rupert, regia di Irving Pichel (1950)
- I dannati non piangono (The Damned Don't Cry), regia di Vincent Sherman (1950)
- L'imprendibile signor 880 (Mister 880), regia di Edmund Goulding (1950)
- Mrs. O'Malley and Mr. Malone, regia di Norman Taurog (1950)
- The Magnificent Yankee, regia di John Sturges (1950)
- La setta dei tre K (Storm Warning), regia di Stuart Heisler (1951)
- Sugarfoot, regia di Edwin L. Marin (1951)
- Le vie del cielo (Three Guys Named Mike), regia di Charles Walters (1951)
- L'avamposto degli uomini perduti (Only the Valiant), regia di Gordon Douglas (1951)
- I Was a Communist for the FBI, regia di Gordon Douglas (1951)
- Sabbie rosse (Along the Great Divide), regia di Raoul Walsh (1951)
- Quel fenomeno di mio figlio (That's My Boy), regia di Hal Walker (1951)
- Matrimonio all'alba (Strictly Dishonorable), regia di Melvin Frank, Norman Panama (1951)
- Gli uomini perdonano (Tomorrow Is Another Day), regia di Felix E. Feist (1951)
- I diavoli alati (Flying Leathernecks), regia di Nicholas Ray (1951)
- Non cedo alla violenza (Cave of Outlaws), regia di William Castle (1951)
- Torce rosse (Indian Uprising), regia di Ray Nazarro (1952)
- La vita che sognava (Boots Malone), regia di William Dieterle (1952)
- The Fighter, regia di Herbert Kline (1952)
- The Pride of St. Louis, regia di Harmon Jones (1952)
- Difendete la città (The Sellout), regia di Gerald Mayer (1952)
- Giustizia di popolo (Montana Territory), regia di Ray Nazarro (1952)
- The Winning Team, regia di Lewis Seiler (1952)
- Something for the Birds, regia di Robert Wise (1952)
- La morsa d'acciaio (The Steel Trap), regia di Andrew L. Stone (1952)
- Nuvola nera (Last of the Comanches), regia di André De Toth (1953)
- Gardenia blu (The Blue Gardenia), regia di Fritz Lang (1953)
- Morti di paura (Scared Stiff), regia di George Marshall (1953)
- Mani in alto! (Gun Belt), regia di Ray Nazarro (1953)
- La città dei fuorilegge (City of Bad Men), regia di Harmon Jones (1953)
- Arrivan le ragazze (Here Come the Girls), regia di Claude Binyon (1953)
- Per la vecchia bandiera (Thunder Over the Plains), regia di André De Toth (1953)
- Delitto alla televisione (The Glass Web), regia di Jack Arnold (1953)
- Il selvaggio (The Wild One), regia di László Benedek (1953)
- Untamed Heiress, regia di Charles Lamont (1954)
- La campana ha suonato (Silver Lode), regia di Allan Dwan (1954)
- Il colpevole è tra noi (Shield for Murder), regia di Howard W. Koch, Edmond O'Brien (1954)
- G men: evaso 50574 (I Cover the Underworld), regia di R.G. Springsteen (1955)
- 5 contro il casinò (5 Against the House), regia di Phil Karlson (1955)
- Tenebrosa avventura (Finger Man), regia di Harold D. Schuster (1955)
- Il sindacato di Chicago (Chicago Syndicate), regia di Fred F. Sears (1955)
- Alamo (The Last Command), regia di Frank Lloyd (1955)
- Lucy Gallant, regia di Robert Parrish (1955)
- Tutto finì alle sei (I Died a Thousand Times), regia di Stuart Heisler (1955)
- Nessuno mi fermerà (Top Gun), regia di Ray Nazarro (1955)
- Glory, regia di David Butler (1956)
- Miami Exposé, regia di Fred F. Sears (1956)
- The Peacemaker, regia di Ted Post (1956)
- Chain of Evidence, regia di Paul Landres (1957)
- La corriera fantasma (The Phantom Stagecoach), regia di Ray Nazarro (1957)
- Il forte delle amazzoni (The Guns of Fort Petticoat), regia di George Marshall (1957)
- The Careless Years, regia di Arthur Hiller (1957)
- Il delinquente del rock and roll (Jailhouse Rock), regia di Richard Thorpe (1957)
- Going Steady, regia di Fred F. Sears (1958)
- Life Begins at 17, regia di Arthur Dreifuss (1958)
- Gli evasi del terrore (Voice in the Mirror), regia di Harry Keller (1958)
- Gangster, amore e... una Ferrari (Never Steal Anything Small), regia di Charles Lederer (1959)
- Ultima notte a Warlock (Warlock), regia di Edward Dmytryk (1959)
- C'era una volta un piccolo naviglio (Don't Give Up the Ship), regia di Norman Taurog (1959)
- Corruzione nella città (The Big Operator), regia di Charles F. Haas (1959)
- The Music Box Kid, regia di Edward L. Cahn (1960)
- Cage of Evil, regia di Edward L. Cahn (1960)
- Shadow of the Boomerang, regia di Dick Ross (1960)
- Man-Trap, regia di Edmond O'Brien (1961)
- I selvaggi della prateria (The Wild Westerners), regia di Oscar Rudolph (1962)
- Il giorno dopo la fine del mondo (Panic in Year Zero!), regia di Ray Milland (1962)
- Il buio oltre la siepe (To Kill a Mockingbird), regia di Robert Mulligan (1962)
- Tamburi ad ovest (Apache Rifles), regia di William Witney (1964)
- Avventura in oriente (Harum Scarum), regia di Gene Nelson (1965)
- Massacro a Phantom Hill (Incident at Phantom Hill), regia di Earl Bellamy (1966)
- Tramonto di un idolo (The Oscar), regia di Russell Rouse (1966)

### Televisione
- Dick Tracy – serie TV, 1 episodio (1950)
- Gang Busters – serie TV, un episodio (1952)
- Missione pericolosa (Dangerous Assignment) – serie TV, un episodio (1952)
- I segreti della metropoli (Big Town) – serie TV, un episodio (1952)
- Le inchieste di Boston Blackie (Boston Blackie) – serie TV, episodio 2x05 (1952)
- Sky King – serie TV, un episodio (1952)
- Dragnet – serie TV, un episodio (1953)
- Your Jeweler's Showcase – serie TV, un episodio (1953)
- Footlights Theater – serie TV, un episodio (1953)
- Waterfront – serie TV, un episodio (1954)
- Mr. & Mrs. North – serie TV, un episodio (1954)
- Topper – serie TV, episodio 1x19 (1954)
- La mia piccola Margie (My Little Margie) – serie TV, 2 episodi (1954)
- Studio 57 – serie TV, un episodio (1955)
- Stage 7 – serie TV, episodio 1x01 (1955)
- The Adventures of Falcon – serie TV, 2 episodi (1954-1955)
- Treasury Men in Action – serie TV, 2 episodi (1954-1955)
- The Lineup – serie TV, un episodio (1955)
- Soldiers of Fortune – serie TV, 2 episodi (1955)
- Fireside Theatre – serie TV, 6 episodi (1953-1955)
- The Whistler – serie TV, 3 episodi (1954-1955)
- Il cavaliere solitario (The Lone Ranger) – serie TV, 6 episodi (1953-1955)
- The Man Behind the Badge – serie TV, 2 episodi (1955)
- La pattuglia della strada (Highway Patrol) – serie TV, un episodio (1955)
- Celebrity Playhouse – serie TV, episodio 1x05 (1955)
- Cavalcade of America – serie TV, 2 episodi (1954-1955)
- Four Star Playhouse – serie TV, 3 episodi (1954-1955)
- Frida (My Friend Flicka) – serie TV, episodio 1x01 (1955)
- Screen Directors Playhouse – serie TV, episodio 1x20 (1956)
- The Star and the Story – serie TV, 5 episodi (1955-1956)
- Strange Stories – serie TV, un episodio (1956)
- Navy Log – serie TV, episodio 1x30 (1956)
- Ford Star Jubilee – serie TV, un episodio (1956)
- Hey, Jeannie! – serie TV, un episodio (1956)
- The Adventures of Dr. Fu Manchu – serie TV, un episodio (1956)
- Playhouse 90 – serie TV, un episodio (1956)
- Crusader – serie TV, episodio 2x06 (1956)
- Lux Video Theatre – serie TV, 2 episodi (1954-1956)
- The Gray Ghost – serie TV, episodio 1x23 (1957)
- Crossroads – serie TV, episodi 1x06-1x17-2x20 (1955-1957)
- Alfred Hitchcock presenta (Alfred Hitchcock Presents) – serie TV, un episodio (1957)
- State Trooper – serie TV, un episodio (1957)
- Sheriff of Cochise – serie TV, un episodio (1957)
- Tales of Wells Fargo – serie TV, un episodio (1957)
- Jane Wyman Presents The Fireside Theatre – serie TV, un episodio (1957)
- The Ford Television Theatre – serie TV, 3 episodi (1953-1957)
- On Trial – serie TV, un episodio (1957)
- Date with the Angels – serie TV, episodio 1x04 (1957)
- Schlitz Playhouse of Stars – serie TV, 2 episodi (1954-1957)
- L'uomo ombra (The Thin Man) – serie TV, episodio 1x11 (1957)
- The George Burns and Gracie Allen Show – serie TV, 5 episodi (1952-1957)
- The Frank Sinatra Show – serie TV, un episodio (1957)
- Richard Diamond (Richard Diamond, Private Detective) – serie TV, un episodio (1958)
- Panic! – serie TV, un episodio (1958)
- Broken Arrow – serie TV, 4 episodi (1956-1958)
- Sugarfoot – serie TV, episodi 1x17-2x02 (1958)
- Trackdown – serie TV, un episodio (1958)
- Northwest Passage – serie TV, un episodio (1958)
- Maverick – serie TV, 2 episodi (1958)
- Flight – serie TV, episodio 1x33 (1959)
- Lawman – serie TV, un episodio (1959)
- The Lucy-Desi Comedy Hour – serie TV, un episodio (1959)
- The Ann Sothern Show – serie TV, 2 episodi (1958-1959)
- Tombstone Territory – serie TV, un episodio (1959)
- Yancy Derringer – serie TV, episodio 1x27 (1959)
- Papà ha ragione (Father Knows Best) – serie TV, un episodio (1959)
- Ricercato vivo o morto (Wanted: Dead or Alive) – serie TV, episodi 1x07-1x32-1x35 (1958-1959)
- David Niven Show (The David Niven Show) – serie TV, episodio 1x12 (1959)
- Markham – serie TV, un episodio (1959)
- Border Patrol – serie TV, un episodio (1959)
- Indirizzo permanente (77 Sunset Strip) – serie TV, 2 episodi (1958-1959)
- Avventure in elicottero (Whirlybirds) – serie TV, 2 episodi (1958-1959)
- The Rifleman – serie TV, un episodio (1959)
- I racconti del West (Zane Grey Theater) – serie TV, 3 episodi (1957-1959)
- Rescue 8 – serie TV, 2 episodi (1958-1959)
- Shotgun Slade – serie TV, un episodio (1959)
- Le leggendarie imprese di Wyatt Earp (The Life and Legend of Wyatt Earp) – serie TV, un episodio (1959)
- Hotel de Paree – serie TV, un episodio (1959)
- Man with a Camera – serie TV, episodio 2x04 (1959)
- Bat Masterson – serie TV, un episodio (1960)
- The Deputy – serie TV, un episodio (1960)
- The Texan – serie TV, episodio 2x25 (1960)
- The Alaskans – serie TV, episodio 1x22 (1960)
- Bronco – serie TV, 2 episodi (1959-1960)
- Pony Express – serie TV, episodio 1x03 (1960)
- Colt .45 – serie TV, 3 episodi (1957-1960)
- The Chevy Mystery Show – serie TV, 3 episodi (1960)
- Avventure lungo il fiume (Riverboat) – serie TV, un episodio (1960)
- Carovana (Stagecoach West) – serie TV, episodio 1x08 (1960)
- La valle dell'oro (Klondike) – serie TV, episodio 1x10 (1960)
- Il magnifico King (National Velvet) – serie TV, episodi 1x06-1x17 (1960-1961)
- Disneyland – serie TV, 4 episodi (1958-1961)
- Ispettore Dante (Dante) – serie TV, episodio 1x16 (1961)
- Gunslinger – serie TV, episodio 1x07 (1961)
- The Case of the Dangerous Robin – serie TV, 2 episodi (1960-1961)
- Coronado 9 – serie TV, 2 episodi (1961)
- The Blue Angels – serie TV, un episodio (1961)
- The Asphalt Jungle – serie TV, un episodio (1961)
- The Lawless Years – serie TV, un episodio (1961)
- Whispering Smith – serie TV, episodio 1x12 (1961)
- Hawaiian Eye – serie TV, 2 episodi (1959-1961)
- The Many Loves of Dobie Gillis – serie TV, 3 episodi (1960-1961)
- The Jack Benny Program – serie TV, un episodio (1961)
- Everglades – serie TV, episodio 1x13 (1962)
- Gunsmoke – serie TV, un episodio (1962)
- I detectives (The Detectives) – serie TV, episodi 3x24-3x25 (1962)
- Carovane verso il west (Wagon Train) – serie TV, un episodio (1962)
- Corruptors (Target: The Corruptors) – serie TV, episodio 1x28 (1962)
- Lotta senza quartiere (Cain's Hundred) – serie TV, episodio 1x30 (1962)
- The Comedy Spot – serie TV, un episodio (1962)
- Going My Way – serie TV, episodio 1x03 (1962)
- Dennis the Menace – serie TV, 2 episodi (1960-1962)
- Ben Casey – serie TV, episodio 2x09 (1962)
- Gli intoccabili (The Untouchables) – serie TV, 4 episodi (1959-1962)
- The Dick Powell Show – serie TV, 3 episodi (1961-1963)
- Saints and Sinners – serie TV, un episodio (1963)
- Stoney Burke – serie TV, un episodio (1963)
- Perry Mason – serie TV, 5 episodi (1957-1963)
- Ai confini della realtà (The Twilight Zone) – serie TV, 3 episodi (1959-1963)
- Laramie – serie TV, 2 episodi (1962-1963)
- Il virginiano (The Virginian) – serie TV, un episodio (1963)
- The Crisis (Kraft Suspense Theatre) – serie TV, un episodio (1963)
- Petticoat Junction – serie TV, un episodio (1964)
- L'ora di Hitchcock (The Alfred Hitchcock Hour) – serie TV, un episodio (1964)
- The New Phil Silvers Show – serie TV, un episodio (1964)
- Gli uomini della prateria (Rawhide) – serie TV, 8 episodi (1959-1964)
- Hazel – serie TV, 2 episodi (1963-1964)
- Harris Against the World – serie TV, un episodio (1964)
- The Outer Limits – serie TV, un episodio (1964)
- Mister Ed, il mulo parlante (Mister Ed) – serie TV, 3 episodi (1962-1965)
- Bonanza – serie TV, 4 episodi (1960-1965)
- La legge di Burke (Burke's Law) – serie TV, episodio 2x32 (1965)
- F.B.I. (The F.B.I.) – serie TV, un episodio (1965)
- Il dottor Kildare (Dr. Kildare) – serie TV, un episodio (1965)
- La famiglia Addams (The Addams Family) – serie TV, 2 episodi (1964-1965)
- Il fuggiasco (The Fugitive) – serie TV, 4 episodi (1963-1966)

## Doppiatori italiani
- Mario Besesti ne I dannati non piangono, La setta dei tre K, Alamo
- Manlio Busoni ne Il selvaggio, Gardenia blu
- Gaetano Verna ne L'imprendibile signor 880
- Carlo Romano ne Il colpevole è tra noi
- Amilcare Pettinelli ne Il forte delle amazzoni
- Riccardo Mantoni ne Il buio oltre la siepe